# Chiesa di Santa Maria del Sambuco
La chiesa di Maria Santissima del Sambuco è sita a Sambuceto, frazione del comune di Bomba, in provincia di Chieti.

## Storia e struttura

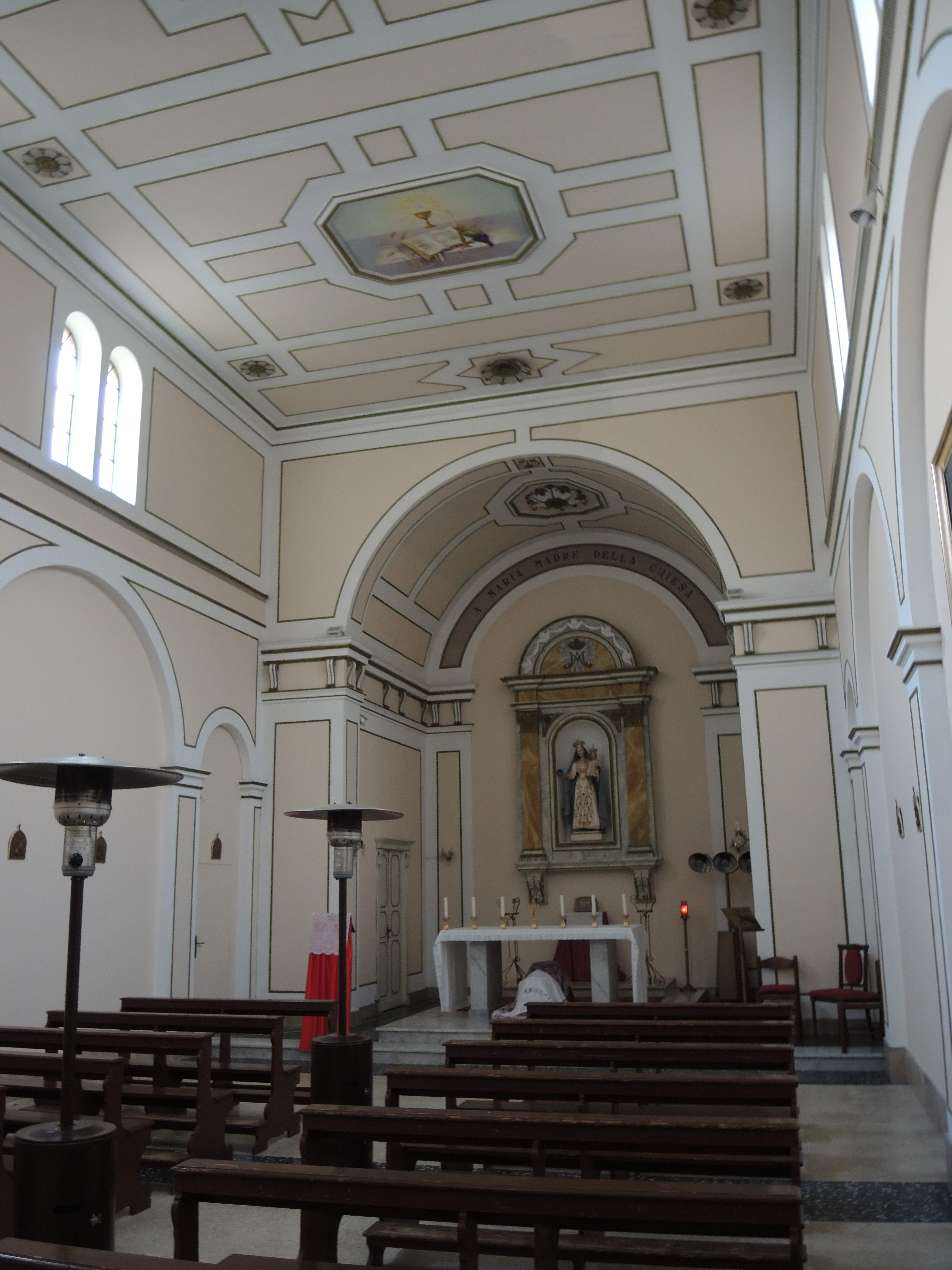
Interno

Il nome della chiesa deriva dalla leggenda di un'apparizione della Madonna ad alcuni fedeli su una pianta di sambuco.
I fedeli, a partire dal 1649, incominciarono a costruire, per commemorare la presunta apparizione, la chiesa, all'inizio una semplice cappella, poi allargata man mano fino all'aspetto odierno.
Il 1° ampliamento è del 1738, epoca di cui rimane un'acquasantiera.
Un 2° ampliamento (con restauro) fu del 1967.
Opere principali all'interno:
- un quadro raffigurante l'apparizione della Madonna suddetta, collocato sulla parete destra dell'edificio;
- una statua della Madonna, collocata nella nicchia alle spalle dell'altare;
- un crocifisso ligneo, posto sulla parete sinistra dell'edificio.

L'interno è barocco e ad unica navata.
Il giorno del Lunedì dell'Angelo si celebra la festa dedicata a Santa Maria del Sambuco con una processione.